# Força das Nações Unidas de Observação da Separação

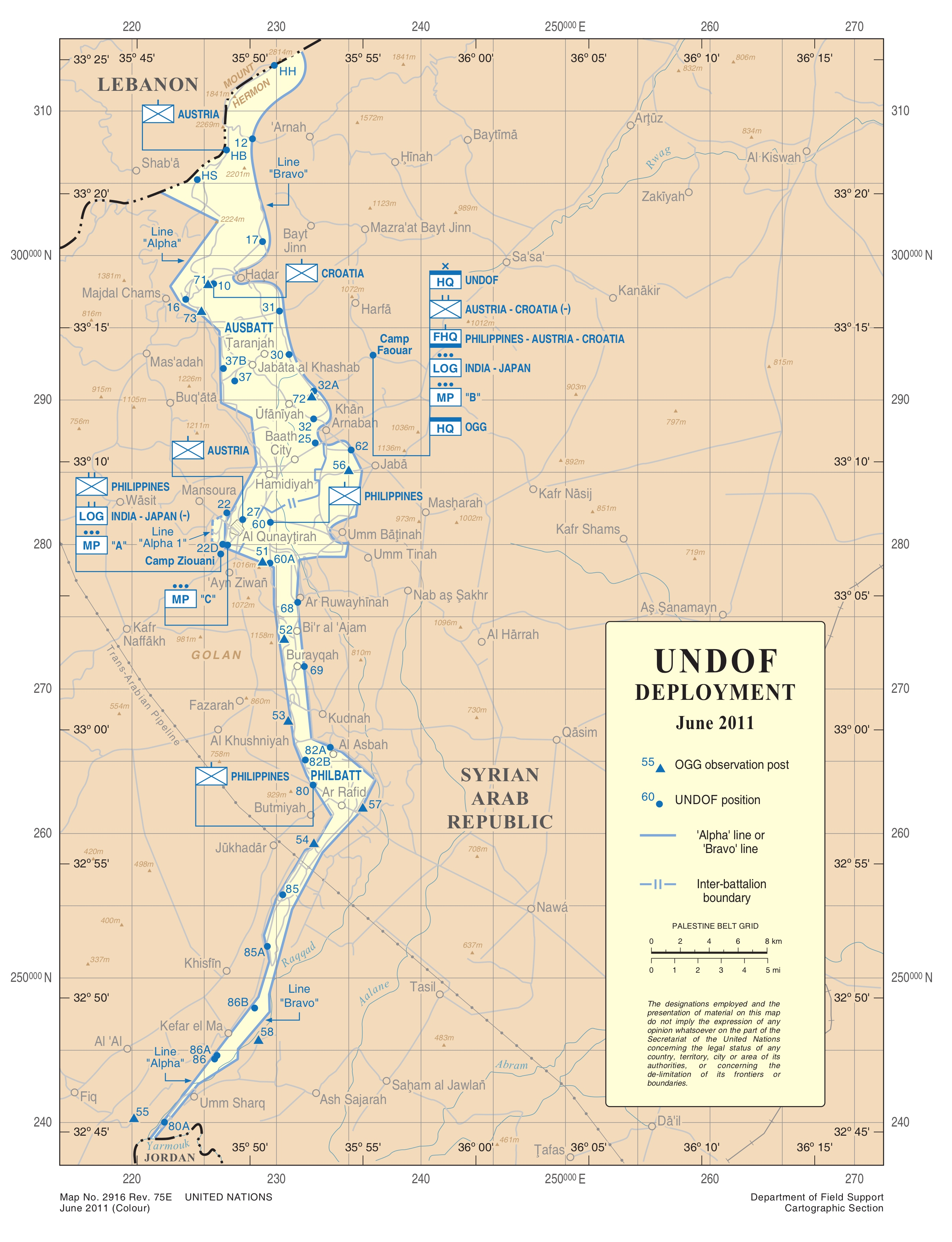
Mapa do território observado pela FNUOS em junho de 2011.

A Força das Nações Unidas de Observação da Separação (também conhecida como FNUOS na sigla em português ou UNDOF em inglês) é uma missão internacional de manutenção de paz colocada nos Montes Golan sírios desde 1974.
A missão foi criada após a aprovação da resolução 350 do Conselho de Segurança das Nações Unidas de 31 de maio de 1974 e a retirada de forças de Israel e Síria dos Montes Golan que disputavam o território em consequência direta da Guerra do Yom Kipur. O mandato outorgado mediante esta resolução estabelece os objetivos de manutenção do cessar-fogo entre Israel e Siria; supervisão da separação das forças dos dois países; e a vigilância das áreas de separação segundo o estabelecido no Acordo de Separação de 1974. O mandato tem sido prorrogado sucessivamente desde 1974 por períodos de seis anos.
Em 2011 a missão era composta por 1039 soldados e 145 civis, e comandada pelo filipino Natalio C. Ecarma, general de divisão. O pessoal militar era composto por militares da Áustria, Canadá, Croácia, Filipinas, Índia e Japão. Desde 1974 a missão sofreu 42 baixas militares e uma civil.